# Tinus palictlus
Tinus palictlus är en spindelart som beskrevs av James E. Carico 1976. Tinus palictlus ingår i släktet Tinus och familjen vårdnätsspindlar. Inga underarter finns listade i Catalogue of Life.